# 箱根の坂
『箱根の坂』（はこねのさか）は、司馬遼太郎の歴史小説。戦国大名のさきがけとなり、戦国時代の口火を切った北条早雲（伊勢宗瑞）の生涯を描く。
1982年（昭和57年）6月から1983年（昭和58年）12月まで『読売新聞』紙上で連載された。

## 概要
本作で司馬は、室町時代後期に国人・地侍といった有力農民層の台頭を見抜き、無為徒食なそれまでの地頭的存在を許さず領主たる守護が直接すべての領民の上に立つ新しい統治機構を構築した北条早雲の業績を、「日本の社会史において重要な画期であり、革命とよんでもいい」と高く評価している。また本作に先立つ随筆でも、訓令を発布して民をよく撫育し領民達に慕われたその人物について、「政治の基礎に民政をすえた日本最初の政治家」と評している。
後世後北条氏の祖として高名になる早雲の前半生は、本書が書かれた当時は現存する資料が少ないこともあって研究が進んでおらず不明な点が多かった。諱一つとっても様々なものが伝えられていて特定されていなかった。そのため、本作では駿河に下って今川氏の客将として活躍し始めるまでの「伊勢新九郎」としての前半生の大部分が作者の創作で補われており、その後の後半生も史実の他に伝承などで語り継がれてきた早雲の人物像を取り入れたり、作中の時代や舞台にまつわる民話や今様などが盛り込まれ、巧みに物語を構成している。特に、東国へ下る主人公、義兄妹の禁忌を超えた愛情など、恋愛文学の古典『伊勢物語』からは幾つものモチーフが引用されている。
その後新たな資料等により研究が進むにつれて明らかになった早雲の実像や史実と本作との相違点についても本項で解説する。

## あらすじ
室町将軍家に仕える名門・伊勢氏の支流に生まれた娘・千萱は、庶子としての出自から京郊外の山里である田原郷に預けられて養育された。長じて後、類まれな美貌に恵まれた千萱は、将軍義政の弟・義視の側女として奉公するべく再び京へと呼び戻される。京において千萱の世話をすることになったのは、義視の申次衆を務める義理の兄の新九郎であった。伊勢氏の一門とはいえ傍流の出身であり、30を超えながら無位無官で所領もなく持ち家すら持たないこの義兄は、伊勢氏の惣領屋敷の一画の小屋に住んで家伝の鞍を作ることのみに精を出す、毒にも薬にもならぬ朴念仁のような身上の男であった。
多くの餓死者を出して去っていった長禄・寛正の飢饉は、今に至るも深刻な爪痕を世に残していた。巷には飢民が溢れ返り、食い詰め者は野盗となって乱暴狼藉を働き、京の市中でも争いの絶える日はなかった。式微著しい室町幕府にはこれを是正しようとする力も意志もなく、それどころか将軍継嗣問題が火に油を注いで世情の物々しさはいよいよ高まる。ついに諸国の勢力が二分されてぶつかり合う応仁ノ乱が起こるに及んで、未曾有の大乱が世を覆い始めた。乱の背景にはそれまで「地下人」として賤しまれていた国人・地侍といった階層の隆盛があり、農業生産性の向上と商業の発達によってそうした地下人層が力を得、社会全体に地殻変動ともいうべき変化が起こりつつあった。世の乱れや民の困窮に憂憤を感じながらも己の無力さに嘆息していた新九郎は、史上初めて農民たちが力を持ち、かつて日本という国になかった巨大な変革が訪れようとしているやもしれぬと考え、ふつふつと沸き起こるような新たな時代の胎動を感じる。足軽という新たな武士の登場も時代の変化を象徴する一端といえた。不意打ちや闇討ちも辞さず、たとえ塵芥にまみれても勝利にしがみつくといった足軽の戦法が世を席捲し、源平以来の戦いに勇壮な美を求める旧来の価値観は潰えようとしていた。ひょんなことから足軽たちの軍勢を指揮した新九郎は、己の中に眠っていた軍才に気づかされ、伊勢氏の長者から命ぜられるままに従順に年月を過ごしてきたそれまでの生き方を顧みることとなる。
それまでも幕府に奉公する中で折に触れて、政治・軍事にまつわる自身の才気を自覚することはあったが、とはいえ新九郎は天賦といっていいそれらの才を好ましく思わなかった。あるいはその才は世を鎮め、民の苦難を救うことのできるものやもしれなかったが、守護や地頭でもなければそうした才を奮う機会などあるはずもなく、また義や礼節といった常識の中で己を律することが嫌いではなかった。しかし千萱も、そうした新九郎の眠れる深奥の存在に気づき、義理の妹でありながら密かに慕うようになっていく。駿河の太守・今川義忠が寝所に通って男を知った後でもそれは変わらず、むしろ一層焦がれるようになり、義兄に対しての恋慕を募らせていく。新九郎も千萱を憎からず想っていたが、何分にも義兄妹という関係であり、夫婦として添うわけにもいかない。やがて乱はいよいよ拡大して、それまで災禍を免れていた花ノ御所近辺までにも戦火が及ぶようになる。新九郎は義視と共に京を落去し、義忠の子を身籠っていた千萱は彼に随伴して駿河へ下り、2人は離別することとなる。そして歳月が流れ、義視の下を辞した新九郎は、頭を丸めて入道姿となって「早雲」と号し、諸国を流浪するようになっていた。自らを「遁世者」と語って世を捨てた牢人・早雲だったが、たまたま足を踏み入れた駿河で、偶然の成り行きから千萱と再会することとなる。嫡男を産んで「北川殿」と尊称されている妹の生活を乱したくないと考えた早雲はすぐに京に引き上げ、千萱との縁はここで途切れたはずだった。
しかし、駿河守護の義忠は遠征中に遠江で死去する。義忠嫡男の竜王丸と義忠従弟の今川範満との間で後継を巡る騒動が持ち上がり、千萱と竜王丸を守りたい法栄から事情を知らされた早雲は再び駿河へ向かう。駿河では今川連枝である御譜代衆と地頭、国人衆の冷戦が家督争いに影を落としていたが、さらに伊豆を隔てた関東から扇谷上杉が有力被官の太田道灌を、伊豆の堀越公方の足利政知も配下を駿河に進駐させた。鎌倉府は分裂し、足利成氏（古河公方）と室町幕府側の上杉氏（管領家の山内上杉顕定、相模の扇谷上杉定正）は関東を二分する戦争を繰り返していた。駿河と国境を接する伊豆には、幕府から送り込まれたが鎌倉に入れなかった政知が御所を立てた。関東の干渉を除くため、早雲は竜王丸が成人するまで範満を後見としておく妥協案を道灌に提示し、道灌は了承する。早雲は道灌に敬意を持ちながらも、古い体制を支える彼の将来に危惧を覚える。駿府に留まらず伊豆に近い興国寺城に入り、関東からの侵入を食い止める役目を負い、丸子にいる竜王丸と北川殿を駿府城の範満から守ろうとするが早雲だったが、範満との対立は頂点に達し、願阿弥の力を借りて早雲は命懸けで範満兄弟と対峙してこれを倒す。早雲が駿河に来てから、妻帯し子供をもうけ、千萱を亡くし、氏親（竜王丸）が駿府に入り守護となるまでに10年以上の歳月が流れていた。
役目を終えた早雲だが、関東では道灌暗殺を契機として山内上杉と扇谷上杉の争いが勃発する。情報の集まる京都に向かった早雲は、加賀の一向一揆から経済力を積み重ねた地頭、国人衆が結束する時代の流れは止められないと感じる。自らも伊豆の堀越公方を追放し地頭、国人、地侍を直接支配しなければ滅亡すると悟るが、実現するには力が足りなかった。しかし政知が子供の足利茶々丸に殺される。逃げてきた政知の次男（後の足利義澄）より顛末を聞き、自らが仕えてきた足利氏が腐りきっていたことに憤る。早雲は修善寺の隆溪と連絡、また今川より兵を借り、堀越公方を補佐する今川家の代官という名分を立て伊豆へ攻め込む。敗れた茶々丸は三浦半島の三浦氏のもとに逃げた。名目はともかく実質上、伊豆を支配するに至るが、茶々丸がいるため基盤は確かではなかった。伊豆を占拠した早雲は、山内上杉（伊豆守護）への対抗上から扇谷上杉の傘下に入る。糟屋（現在の伊勢原）の上杉定正からの命令により出陣した早雲は相模に入り、小田原を通過する際に大森氏頼と外孫の三浦義同（道寸）と対面する。両者とも優れた武将だが氏頼は老衰しており、義同も武将としての器量を認めながら人間としての隙があった。義同は茶々丸を庇護した三浦時高の養嗣子たが、実子が出来ると高時と対立が深まり小田原に亡命し、剃髪して道寸と号したが、三浦氏への復帰を秘めていた。山内上杉側の高時を攻めるため、義同の応援として伊豆海軍を動員した早雲は後詰めに鎌倉へ入るが、荒廃ぶりを目にする。時高は滅ぼされたが、早雲は後味の悪さを覚える。顕定との戦いのため入った河越城では、土塁と堀により複雑な曲輪を設計した道灌の偉大さを感じるが、成氏と定正は時代から取り残されていた。荒川を挟んで両上杉が睨みあう中、氏頼が亡くなる。定正と顕定の戦いは定正が殺され、早雲は退却する。鎌倉で撤退してくる部隊を集めるため、義同に駐屯を申し込むが、山内上杉への遠慮から義同は拒否する。氏頼が亡くなると相模国の国人たちも、伊豆の国人衆に手厚い保護を与えて評判の高い早雲になびき始める。丁寧な下準備を経て箱根の坂を超え、大森藤頼を追放し小田原城を奪取した早雲だが、その勢力はまだ義同に勝てる規模にはなかった。小田原城に入った早雲は義同からの挑発に耐えて、長期間にわたる対峙の末に滅ぼし、東相模をも併呑することに成功する。
相模全土を征服し、戦国期を通して関東に覇を唱える後北条氏の礎を築いた早雲は、ほどなく88歳の生涯を終えた。早雲が箱根の坂を超えて相模に侵攻したことが規制の秩序を破壊し、戦国の世の口火を切ったことはまぎれもないが、その生涯は野心家と見るには清廉すぎる。しかし理想家と見るには行動があまりに漸進的であり、一見してとらえ所のないその生涯を解く鍵は、おそらくは「早雲」という法名に込められている。「暁の雲」を意味するその名前は、歴史における自身の役割を自覚し新たな時代の到来を告げようとする明確な意思によって付けられたものであったのかもしれない。自他共にそこまでのことをも見通せる眼力を、早雲という男は備えていた。

## 主な登場人物
北条早雲（伊勢新九郎）
本作の主人公。室町幕府の典礼を司る伊勢氏の出身。通称は新九郎で、諱は「長氏」。名門伊勢氏の一門とはいえ傍流の出であるため、将軍義政の弟・義視の申次衆を務めながらも、伊勢氏の長者・伊勢貞親の屋敷の一画の粗末な小屋で伊勢氏家伝の「つくりの鞍」を作る番匠のような暮らしをしていた。世の乱れや民の困窮に慨嘆しながらも諸事荒波を立てぬよう世を韜晦して生きてきたが、駿河守護の側室となった義妹の千萱が御家騒動に巻き込まれたことから駿河に下向し、後継者を巡る政争の渦中に足を踏み入れることとなる。今川家の客将として活躍した後に伊豆を併呑し、さらには相模まで征服して戦国大名のさきがけとなる。
しかしその行動は、野心に裏打ちされてのものではなく、民を国政の基に据える新たな領国体制を作ろうとした政治思想によるものであり、政略・軍略に対して天賦といっていい才能を持ちながら、無欲な性格で欲心めいたものを欠片も持たない。その治世は租税を諸国に類例のないほど安く抑え、訓令まで発布して生活規範を細々と指導して領民を撫育した。その様子はさながら老人が幼子を訓育するようで、そこらの百姓と変わらぬような格好をして自領を自ら見て回り、「稀代の仁君」と慕われる。
普段は質素な身なりで冴えない風采をしているが、儀礼の家元である伊勢家の出身であるため、いざとなれば鮮やかな礼服を身にまとい完璧な礼節をこなして余人の目を見張らせる容儀を振る舞うこともできる。寡黙であり、また常に飄々とした面持ちで一見して何を考えているかわからないが、鋭く切れた目を光らせて黙然と座するのみでその風韻が対面する者の心を捉え、好意を持つ者は強く魅了され、悪意を持つ者はその意気を呑まれてしまう。礼法には武術の嗜みもあるためその方面にも長けており、特に馬術と弓術に優れている。若年の頃から臨済禅に関心を持ち、義視の下を辞して後は頭を丸めて「早雲庵宗瑞」という居士号を名乗る。また和漢の隔てなく典籍に明るく、さらに医学の心得もある。
東相模を領する三浦氏を長期戦の末に滅ぼし、相模全土を征服して後北条氏の礎を築いてほどなくその生涯を終えた。享年88。本作では早雲は自身の関東侵攻が戦国乱世を招き寄せることを見越していたと解釈し、予測をしていながらあえて侵攻に踏み切った理由として、若年の頃より愛読した『孟子』の徳を失った体制ならばあえて体制転覆も辞さないという思想によるものと推測している。
現在の研究では、早雲の諱は「盛時」といい、備中伊勢氏の出身で幕府政所執事・伊勢貞親の甥にあたり、在京時は幕府の青年官僚であったとされている。伊勢氏は江戸時代は有職故実の家として知られているが、室町時代は宗家は政所執事を世襲し、分家も将軍側近の申次衆や奉公衆を輩出する家柄であった。申次衆として仕えていたのは義視ではなく義視の甥である9代将軍足利義尚であったことも明らかになっている。享年は88歳ではなく64歳だったという説が有力である。このことにより早雲のすべての活動は以前の説より24歳若い時期になるため、大器晩成の典型とされてきた従来の評価はほぼ否定されている。出家して「早雲庵宗瑞」を名乗ったのは伊豆討ち入りの前後で早雲が37〜38歳の頃と見られている。また本文中でも触れられているが、鎌倉幕府の執権を務めた北条氏にちなむ「北条」という姓は、息子の氏綱の代から称するようになったものであり、早雲一代で使われていた形跡はない。作中では、伊豆討ち入り後の早雲が伊豆の北条氏発祥の土地に一時居を定めたことから、自然に呼称されるようになったと描かれている。近年は従来の北条早雲という名よりも伊勢宗瑞という名で呼ばれることが多くなっているが、本項では作品にのっとって早雲という名を使用する。
千萱（北川殿）
早雲の義理の妹。伊勢氏の支流に生まれるが庶子であり、父母とも生後すぐに死んだことから田原郷の有力者である大道寺家に身を預けられて土地の尼寺で育てられた。長じて後、輝くばかりの美貌に恵まれたことから当主の貞親の目に留まり、将軍の弟の義視の側女として屋敷に奉公することとなるものの、駿河の守護大名・今川義忠に見初められて側室として迎えられる。やがて駿河に下って嫡男氏親を産み「北川殿」の尊称を受けるようになるが、ほどなく義忠を亡くしたことから家督争いが起こり、幼い息子を守るべく調停役として早雲を呼び寄せる。早雲にとって千萱の願いに応じて駿河に下向したことが、今川家の客将として活躍するきっかけとなり、ひいては関東に侵攻して戦国大名の嚆矢となる第一歩となる。
京に来た当初は心細さから兄の早雲を慕っていたが、やがて早雲の身の内に蔵する才覚に魅力を感じ、動物的な野性味すら感じさせるその才に、義兄でありながら強く惹かれるようになる。まだ襁褓の頃の千萱をおぶって田原郷に届けたのは少年の頃の早雲であり、養育を面倒がった貞親から義兄になれと言われて以来、鞍作りで得た幾ばくかの金を田原郷へ届けさせていもたこともあり、早雲も千萱を憎からず想っていた。しかし血の繋がりはないとはいえ義兄妹という関係から一線を越えることを憚っていたが、義忠が通うようになって想いが高じ、千萱が義忠に伴われて駿河に下る寸前に想いを遂げる。娘の頃は利かん気で気まぐれな性格で何かにつけて子供っぽい所を見せたが、駿河へ移って氏親を産んで後は駿河国の国母に相応しく泰然と振る舞うようになる。下向してきた早雲に対しては母御前としての立場から儀礼的に接するが、とはいえ早雲への思慕を忘れることはなく、『伊勢物語』の歌に遇して想いを交わしたりその臥所に忍ぶにも及ぶ。しかし早雲と小笠原氏の縁談が持ち上がった際には政治的効果を考えて了承し、早雲への感情を断つために尼になってまで自ら強く薦める。その後、早雲はこの娘・真葛を娶って嫡男の氏綱を儲ける。
御家騒動が起こって後は氏親を無事に成人させることを唯一の目的として生きるものの、賢母として振る舞う裏で自由奔放に過ごした娘の頃に戻りたいという衝動や早雲への想いを常に押し殺していた。駿河鎮定後は緊張の糸が切れたかのように体調を崩し、回復しないまま息を引き取る。
史実では北川殿の実名は伝わっていない。現在の研究では早雲の生年や出自がほぼ特定されたことから血縁は妹ではなく実姉であり、名門の出身で他に今川義忠の正室の記録がないことから義忠との婚姻関係は側室ではなく正室であったという説が有力である。足利義視の側女となった事実もない。また、実際には早雲よりも長命であった。
早雲の郎党達
- 大道寺太郎
- 荒木兵庫
- 山中小次郎
- 多目権平
- 荒河又次
- 在竹大蔵

駿河に下る早雲に従い、一味神水して共に下向した早雲の盟友たち。大道寺太郎・荒木兵庫・山名小次郎は田原郷の百姓で、多目権平・荒河又次・在竹大蔵は駿河へ向かう途中滞在した伊勢で巡り合った者たちであり元来早雲の郎党ではなかったが、清廉無私な早雲の人柄に感じ入って自然な形で仕えるようになり、早雲も彼らを股肱の臣として強い信頼を寄せるようになる。大道寺太郎は田原郷の有力者で、幼少期の千萱を引き取って世話役を引き受けた。大道寺家の寄子の山中小次郎は田原郷から京へ千萱を送る役目を命ぜられ、本作冒頭では狂言回し役として登場する。
これらの人物は『北条五代記』や『名将言行録』などの伝承で後北条氏の創建を助けて家中で重きをなした御由緒六家の祖として出てくる人物たちで、大道寺太郎以外は史実上実在は確認されていない。歴史学者黒田基樹は大道寺以外もその後の北条家臣として名前が確認できることから、これらの者たちは早雲の京都時代からの家臣であり早雲の駿河下向に従ってきたものとみていいであろうとしている。ただし、通称については当時の資料と合致しないため大道寺以外は後世における創作とみるのが妥当であろうとしている。
願阿弥
時宗の聖（僧）。寛正の大飢饉の際、京の近郷を奔走して米を勧進して飢民に粥を施し尊ばれた。我執を捨て、一切の所有欲を否定して「捨聖」と呼ばれた時宗の開祖・一遍を篤く尊崇し、寺も持たず一所に止住することなく諸国を遊行している。一遍本来の思想からはみ出て教団を組織し、俗世の権力と結びつく近年の同門諸派の姿勢を苦々しく思っている。
本作冒頭では京郊外の共同埋葬地である鳥辺山に庵を結んでいたところを旧知の千萱と出会い、京へ導いた。後年は老齢で視力を失いながらも遊行を続け、本作中盤では駿河を訪れ、折しも今川範満を討とうとしていた早雲に力を借す。
史実では、願阿弥は早雲が範満を討つ前年に病没している。
足利義政
室町幕府8代将軍。琴棋書画の道に卓越した感性を持ち、後に東山文化と呼ばれる室町後期の文化を主導した人物。庭園に置く庭石一つにしても万金を投じて日本中から探させるなど、己の美的趣味のためには一切の妥協をせず、それまで主流だった公家的なきらびやかな美を超えて、簡素さを至上とする禅的な新しい造形美を創造した。
しかし為政者としてはこの上ないほど無能で無責任であり、飢饉や戦乱により巷に飢民が溢れようとも心を動かさず、建築道楽にうつつを抜かすにばかりで、市井の惨状にはまったく目をくれようともしない。
実際にはそれほど無能で無責任であったわけではなく、特に在任初期は親政政治に取り組もうとするなど意欲的であったが、やがて伊勢貞親の専横や有力守護大名同士の対立などに振り回された結果、享徳の乱や応仁の乱の拡大を防ぐことができず幕府の衰退を招いたとされている。また将軍職を息子の義尚に譲った後も大御所として実権を手放さず政治に関与し続けたため義尚との不和を招いた。
足利義視
早雲が申次衆を務める義政の弟。幼少期に出家して「義尋」という法名で東白川村の浄土寺に在籍していたが、将軍職が物憂くなった義政に請われて還俗した。ところがほどなくして義政の正室の富子が嫡男の義尚を産み、跡目争いの騒動がきっかけとなって応仁の大乱が招き寄せられることとなる。
『孟子』を始めとする唐土の典籍を諳んじるほどに愛読し、「為政者の使命は民の安寧を考えること」と常々口にするものの、所詮は貴人の好事をはみ出るものではなく、命を投げ出してまで理想を貫こうなどという人物ではない。同じく『孟子』を愛読する早雲は、仕え始めた当初はこの義視が将軍になれば世が変わるのではないかと期待したが、諸事空論を弄ぶのみで暗殺を恐れて益体もない愚痴ばかり繰り返す人物を知るや早々に失望する。
乱の終盤、義政によって東軍の総大将に任じられたにもかかわらず、西軍からの脅しの矢文が屋敷に射込まれるや簡単に怯え、すべてを放り出して京から出奔してしまう。乱の終息後は美濃の土岐氏を頼って退転し、政治の舞台から退く。
実際は義政が還俗させたのは男子がなかったので後継者とするためであり、将軍職が物憂くなったためではない。また、応仁の乱は管領家の斯波氏や畠山氏の家督争いが発端であり、将軍後継問題は後に絡んではくるが直接の原因ではない。なお、乱の途中で東軍の総大将であるにもかかわらず出奔したのは事実であるが西軍に脅されたからではなく伊勢貞親との対立が原因であり、出奔後は西軍に迎えられ西軍の総大将となって西の公方と呼ばれたため義政を激怒させた。また、乱の終息後は完全に身を引いたわけではなく、後に日野富子と組んで自身の子を将軍の座につけ（10代将軍足利義稙）、自身も京都に戻り一時大御所として政治に関与した。
骨皮道賢
応仁の乱勃発時、京洛で武威を奮っていた足軽大将。野盗同然の足軽たちを束ねて市中を震え上がらせていたが、単なる無法者の親玉というわけではなく、優れた統率力で東西両陣営から超越してさながら独立勢力のように振舞っていた。やがて東軍総帥の細川勝元に懐柔されて東軍方につき、京南郊の伏見稲荷大社に陣を敷き稲荷山を占拠して、山名持豊率いる西軍占領下の土地を荒らしまわる。早雲は勝元の命で鞍を納めたことがきっかけで、骨皮党と対立する集団との抗争に巻き込まれるが、なりゆきで一軍の指揮を任されて成功し、己の意外な軍才に気づかされることとなる。
一時は京の街を軍事的に圧するほどの勢いを誇ったが、ほどなくして西軍の大軍勢に稲荷山を包囲され、逃亡を図るが討ち取られて死亡する。
近年有力な早雲の享年64歳説に従えば応仁の乱の時は早雲はまだ少年で、道賢が死亡した年には早雲の年齢は12歳だったことになる。
今川義忠
駿河国の守護大名。応仁の乱勃発時、細川勝元から義視の護衛を依頼されて上洛した際に屋敷にいた千萱を見初め、その寝所に通うようになる。当初は乱に対して中立的な立場を取ろうとしていたが、細川方の東軍に属することとなり、やがて自領にも乱の波が及んだことから身籠っていた千萱を伴い駿河に帰国する。
常に朗々として誰に対しても心映えの良い青年大名で、名家の出だけあって歌舞・音曲などにも造詣がある。千萱はその人柄を好ましく思いつつも早雲への想いを忘れることができず、最後まで芯から心を許すことはなかった。
自ら馬を駆って領国を回り、頻発する反乱の鎮定に奔走していたが、遠江での斯波氏との小戦に勝利して帰途につく途中、一揆勢の不意の奇襲を受けて死亡する。義忠が若くして死んだことにより跡継ぎを巡る御家騒動が持ち上がり、早雲が駿河に下向する契機となる。
実際は応仁の乱で上洛したのは義視の警護のためではなく、かつて今川家が守護をつとめていた遠江国をめぐって対立していた遠江守護の斯波義廉が西軍だったのでそれに対抗するためとみられ、当初から東軍であった。また、早雲と北川殿の父の伊勢盛定が足利義政の申次衆で今川家の申次を行っていた縁から北川殿と結婚したものとみられている。
今川氏親
義忠と千萱の息子。幼名は竜王丸で、成人後の通称は彦五郎。早雲にとっては甥に当たる。幼少の頃からたびたび伯父である早雲の薫陶を受け、国人・地侍を基本階層として国の礎に定める領国経営を教えこまれる。長じて聡明な若者に育ち、御家騒動が収まって駿河守護の座についた後は、師父のように慕う早雲の「今川家は百姓の王たるべき」という理想を体現した施政を志すようになる。
実際は氏親の幼少期には早雲は京都在住であり、今川範満討伐により駿河国内に城と領地を与えられたものの自身は京都に戻って幕府の申次衆を続けており、駿河に再下向して氏親と連携するようになるのは隣国の伊豆で足利茶々丸がクーデターを起こして堀越公方の座についたことにより伊豆の情勢が不安定になってからのことになる。なお、従来の早雲の享年88歳説では早雲は伯父で年齢差は41歳だが、近年有力な早雲の享年64歳説に従えば早雲は叔父で年齢差は17歳となる。
今川範満
義忠の従兄弟。通称は新五郎。駿府郊外の小鹿を領していたが、義忠の急死に伴い一門の支持者たちの後押しを受け、嫡男の氏親を押しのけて後継者の地位に立とうとする。今川の血こそを尊貴と考え国人・地侍層からの人気がなく、扇谷上杉氏を後ろ盾にしていることを見抜いた早雲は、交渉役の太田道灌を説き伏せ、成人までの間範満が氏親の後見に就くという形で家督争いを収束させる。しかしその裁定に納得せず、次第に後見人の範疇から踏み出るような横暴な振る舞いを始め、氏親が成人を迎えた後も駿府館に居座って実権を渡すまいとする。
やがて扇谷上杉氏の家中で氏親の理解者であった太田道灌が主人の上杉定正によって上意討ちされたことにより野心を露わにし、母方の従兄弟でもある定正の力を借りて、氏親を殺して守護の座に就こうとする。駿府館の警備を削いで範満を討つことを考えた早雲は、たまたま遊行で駿河を訪れていた願阿弥の力を借り、内通を疑われて殺された館の使用人の葬儀を市中で盛大に行って警備の目を引きつけ、この奇策によって館の防備が薄くなったところにすかさず奇襲をかけて、範満を討ち取る。
実際は義忠の死後、駿河国内は範満派と氏親派とで内乱状態になり、扇谷上杉氏の後押しを受けた範満が家督を継いだとみられる。歴史学者黒田基樹は早雲と太田道灌が交渉して家督争いを収束させたというのは後世の混同か創作であり、早雲が駿河へ下向したのは今川範満を討伐した時が最初ではないかとしている。なお上杉定正は範満の父親の母方の従兄弟である。
太田道灌
関東管領・扇谷上杉氏の家老。政軍問わず卓抜した識見を持ち、早雲と同様に地下人層の台頭という時代の変化を鋭敏に見抜いて軍事の基礎を国人・地侍に置き換え、足軽の存在にも着目して足軽を効果的に使った戦術を創始した。また築城術にも長けており、それまでの城の概念に収まらない革新的な城郭・江戸城を創建した。文化人としても一流で歌学の才に恵まれ、その華やかな歌名は京の文人たちの間でも高く響いている。しかし主人の上杉定正との折り合いが悪く、忠節に仕えているにもかかわらず嫉妬混じりの悪意を受け続けた末、山内上杉氏の当主・上杉顕定の謀略に乗せられた定正に上意討ちで殺されてしまう。
早雲とは今川氏の家督相続問題が紛糾していた際に対面する。本来扇谷上杉氏は範満を後押ししていたが、代官として派遣された道灌が早雲の人物に感心し、早雲の提案を呑んで氏親の相続を承認する。早雲とは馬が合い、その後再び顔を合わせることはなかったが連歌師の宗長を通じて気脈を通じ遭い、両者の親交は道灌の死まで続く。
後世の軍記物等には早雲と道灌が交渉したと書かれているが、近年の研究でもその事実は確認されていない。ちなみに従来の早雲の享年88歳説では早雲と道灌は同年齢で義忠の死亡時点での年齢は二人とも44歳だが、近年有力な享年64歳説に従えば年齢差が24歳あることになり、道灌が44歳、早雲が20歳となる。黒田基樹は早雲と道灌が交渉したという話に否定的な理由の一つに早雲が若年であることをあげている。
上杉定正
扇谷上杉氏の当主。山内上杉氏の上杉顕定と二分された関東管領の座を争い、十余年にもわたって抗争を繰り返してきた。とりたてて軍才があるわけではないが大の戦好きで、たびたび無意味な戦闘を起こしては臣下を困らせている。狭量な性格で、稀代の能臣である太田道灌を心良く思わずその名声を妬み続け、挙句の果てに宿敵顕定の謀略に乗せられて道灌を殺してしまうなどかなり軽忽な人物。
早雲も参加した山内上杉氏との戦いで戦死する。伊豆平定後の早雲は非合法な伊豆の統治を既成事実化するために、関東管領である定正の陣触れに積極的に応じて参陣する。
実際は関東管領は上杉顕定であって定正ではない。山内上杉家と扇谷上杉家が争った長享の乱は道灌の活躍により実質的な宗家であった山内上杉家をしのぐ程の勢力になった扇谷上杉家が山内上杉家と対立していき、道灌の死を契機としてついに武力衝突に至ったものであり、関東管領の座をめぐる争いだった訳ではない。早雲が手中にした伊豆国は元々山内上杉家の領国で、早雲の伊豆討ち入りも定正の手引きがあったと言われており、その頃から早雲は扇谷上杉家と連携していたものとみられる。なお、定正の死因は病死とも戦場での落馬とも言われている。
足利茶々丸
堀越公方・足利政知の嫡男。義政と義視にとっては甥に当たる。諸事暴慢で矯激な振る舞いばかりをするために廃嫡されて牢に閉じ込められていたが、父母と幼い異母弟を殺害して強引に家督を継ぐ。しかし公方の座に就いてからも素行は改まらず、暴政を施いて民を苦しめる。かねてより伊豆を窺っていた早雲は、非道な茶々丸を征伐するという名目で伊豆に討ち入り、茶々丸を追放して伊豆一国を手中に収める。
伊豆から逃亡した後は、三浦半島を領する三浦氏に保護される。本来の名目である茶々丸討伐を果たして伊豆占領を正当化するため、早雲は折しも後継を巡る騒動で三浦氏から追い出された養子の義同と手を組んで三浦氏を攻め、茶々丸を自刃に追い込む。
史実では父の政知の死因は自然死であり、茶々丸が殺したわけではない。継母円満院と異母弟（足利潤童子、政知の三男）を殺害したのは事実だが、その時点で政知の次男（後の足利義澄）は次期将軍候補となるべく出家して京都にいたため、次男が駿河へ逃げてきたという事実はない。また早雲の伊豆への討ち入りは本作でも伊豆を取ろうと窺っていたとなっているように以前は早雲の野心によるもので下剋上の典型とされていたが、近年の研究では明応の政変により11代将軍の座についた義澄に命じられて新将軍の実母と実弟を殺害した茶々丸を討伐したものであるというのが定説になっている。なお、作中では30日で伊豆が平定されたとされているが、これは後世の軍記物などで描かれた伝承であり、実際には5年ほどかかっている。また、その後の早雲の伊豆の統治については非合法なものではなく、義澄や幕府管領細川政元の命により幕府の承認を得て行われていたとする説が有力である。黒田基樹は早雲の伊豆の領国化は義澄の母と弟の仇である茶々丸を討伐したことへの功賞として認められたのではないかとしている。なお、作品では政知は義政の実弟となっているが実際は異母兄である。
三浦義同
三浦半島の名族・三浦氏の当主。元来扇谷上杉氏の出身で、世継ぎのいない三浦氏の前当主の時高に乞われて養子に入ったが、ほどなくして時高に嫡男が生まれたために邪魔者扱いされるようになり、ついには命の危険に晒されて出奔した。僧形となって「道寸」と号し、母の実家である大森氏の寺に入ったものの再起を狙い続け、その後三浦氏に保護された足利茶々丸を追っていた早雲の力を借り、時高を倒して三浦氏の当主となる。父が扇谷上杉氏出身で母が大森氏出身であり、太田道灌の息子は娘婿に当たる。文武ともに優れた男だが、名族意識が強いために気位が高く、常に自身が人より上に立たなければ気がすまず、このため無用の敵を作ってしまうこともある。
早雲とは西相模を併呑した後に対立し、東相模からたびたび攻め込むものの早雲はまともに相手にせず、長期間にわたって攻撃に耐え続ける。しかし17年もの後に三浦方の油断を突いて猛反撃に繰り出し、義同を三浦半島の南端の居城・新井城に追い詰めて兵糧攻めにした末に討ち取ることに成功する。三浦氏の滅亡により、早雲は相模全土を掌握する。

## 書誌情報
- 「箱根の坂」 講談社（上中下）、1984年4-6月 (上 ISBN 4-06-201131-X、中 ISBN 4-06-201132-8、下 ISBN 4-06-201133-6)
- 「箱根の坂」 講談社文庫（上中下）、1987年4-6月（上 ISBN 4-06-183962-4、中 ISBN 4-06-183981-0、下 ISBN 4-06-184000-2）
  - 文庫新装版（上中下）、2004年6月（上 ISBN 4-06-274801-0、中 ISBN 4-06-274802-9、下 ISBN 4-06-274803-7）
- 『司馬遼太郎全集 51　箱根の坂』 文藝春秋、1998年10月（ISBN 4-16-510510-4）